# Honestus de Byzance
Honestus de Byzance (en grec ancien  Όνεστου Βυζαντίου) est un poète grec antique ayant vraisemblablement vécu au IIe siècle apr. J.-C.

## Vie et œuvre
Rien ne nous est parvenu de la vie de ce poète. On suppose qu'il vécut au IIe siècle de notre ère et qu'il fut un Grec portant un nom romain. 
Cinq épigrammes conservées dans l'Anthologie palatine semblent pouvoir lui être attribuées, même si certains les prêtent à son homonyme Honestus de Corinthe, qui vécut probablement avant lui mais avec lequel il est souvent confondu. 
La plus significative de ces pièces évoque avec dignité mais en même temps humour la figure de Diogène de Sinope

## Extraits
(Traduction Marguerite Yourcenar)
J'ai tout pris avec moi. Rien ne reste sur terre.
Mon bagage, ô passeur, n'encombre pas mon ombre. 
Un vieux sac, un manteau, un bâton. Ô Chien sombre,
J'ai vécu libre, en chien. Laisse passer ton frère !
Anth. Pal., VII, 66